# Gerold Dieke
Gerold Dieke (* 22. Juni 1943 in Oldenburg) ist ein deutscher Politiker (FDP). Er war 10 Jahre lang Regierungspräsident des Regierungsbezirks Darmstadt und wurde zum 30. Juni 2009 in den Ruhestand versetzt.

## Ausbildung und Beruf
Nach dem Abitur am Wirtschaftsgymnasium in Oldenburg im Jahr 1962 studierte er 1962 bis 1966 Betriebswirtschaft und Rechtswissenschaft an der Universität des Saarlandes, in Argentinien, Paraguay und Costa Rica sowie der Universität Hamburg. 1968 schloss er das Studium als Diplom-Kaufmann ab.
1968 bis 1972 arbeitete Dieke wissenschaftlich. Unter anderem war er 1970 bis 1971 für einen Studien- und Forschungsaufenthalt in Argentinien (finanziert durch die VolkswagenStiftung) und 1971 bis 1972 am Institut für Iberoamerika-Kunde, Hamburg für Forschungsarbeiten über Entwicklungsbanken in Lateinamerika. Zwischen 1973 und 1976 war er Assistent und Lehrbeauftragter am Institut für Genossenschaftswesen der Westfälischen Wilhelms-Universität in Münster und erstellte Fachgutachten im Auftrag der FAO, des BMZ, verschiedener Stiftungen und Institutionen. Ab 1977 arbeitete Dieke für die FDP-nahe Friedrich-Naumann-Stiftung als Referatsleiter, dann als Leiter der Abteilung Lateinamerika und der Grundsatzabteilung. 1983 wechselte er in die Bundesgeschäftsstelle der FDP und war dort als Leiter der Abteilung für Politik und des Büros für internationale Beziehungen tätig. 1987 bis 1999 war er Geschäftsführer der Deutschen Gesellschaft für Technische Zusammenarbeit (GTZ) GmbH und dort für die Geschäftsfelder Lateinamerika, Maghreb, Nahost, Europa, kaukasische und mittelasiatische Länder, Finanzen und Controlling, Revision zuständig.
Am 1. Juli 1999 wurde Dieke zum Regierungspräsidenten des Regierungsbezirks Darmstadt ernannt. Auch nachdem die CDU in Hessen bei den Landtagswahlen 2003 die absolute Mehrheit erreicht hatte, verblieb das FDP-Mitglied in dieser Position. Nach zehnjähriger Tätigkeit schied er am 30. Juni 2009 aus seinem Amt aus und ging in den Ruhestand.
Gerold Dieke ist verheiratet und hat vier Kinder. Er lebt in Kronberg im Taunus.

## Ehrungen
1998 erhielt er den Verdienstorden des Zentralamerikanischen Parlamentes (PARLACEN).